# Rick Middleton
Richard David "Nifty" Middleton (* 4. prosince 1953 Toronto) je bývalý kanadský lední hokejista, který hrával na postu pravého útočníka. V NHL působil ve dvou klubech, obou amerických: New York Rangers (1974–1976) a Boston Bruins (1976–1977). V Bostonu se stal klubovou legendou: 6. místo v klubové historické tabulce nejproduktivnějších hráčů, 4. místo mezi nahrávači, 9. v asistencích; číslo jeho dresu (16) bylo slavnostně vyřazeno ze sady dresů v roce 2018. Byl kapitánem týmu v letech 1985–1988. Middleton vstřelil za Boston 25 gólů v oslabení, což byl klubový rekord více než třicet let (až v sezóně 2018/19 ho překonal Brad Marchand). Celkově v základní části NHL odehrál 1005 zápasů, v nichž zaznamenal 988 kanadských bodů (103. místo v historické tabulce NHL) a vstřelil 448 branek (68. místo v historické tabulce NHL). Vedle toho přidal dalších 114 zápasů ve vyřazovací části (Stanleyově poháru), v nichž si připsal 100 bodů a 45 branek. Třikrát hrál Utkání hvězd NHL (1981, 1982, 1984). V roce 1982 získal Lady Byng Memorial Trophy pro nejslušnějšího hráče ligy. S kanadskou reprezentací vyhrál Kanadský pohár v roce 1984 a získal stříbro na Kanadském poháru 1981. 
V roce 1986 byl zasažen pukem do spánku na tréninku. Přestože se zotavil a vrátil na led, po zbytek kariéry měl bolesti hlavy a za dva roky od zranění ji raději ukončil, a zřekl se tak toužebně vyhlížené mety tisíce bodů. Byl jedním z pěti žalobců (spolu s Davem Forbesem, Bradem Parkem, Ulfem Nilssonem a Dougem Smailem) v případu hromadné žaloby podané v roce 1995 jménem tisícovky hráčů NHL, která byla vedena proti Alanu Eaglesonovi, lize a jejím členským klubům. Hráči tvrdili, že NHL a její týmy porušily zákon o vyděračských a zkorumpovaných organizacích tím, že Eaglesonovi umožnily zpronevěru peněz z pokladny hráčské asociace (NHLPA). Žaloba byla zamítnuta 27. srpna 1998 kvůli promlčení (Eagleson byl toho roku odsouzen do vězení v jiném případu za pojistné podvody, vydírání a krácení daní). Joe McDonald v článku pro New York Times ze 14. května 2020 spekuloval, že Middletonova účast v soudním sporu ohrozila jeho šance na uvedení do Síně slávy soutěže. V současnosti pracuje v Boston Bruins s mládeží.